# James Hamilton, 1. Duke of Abercorn

James Hamilton, 1. Duke of Abercorn

 James Hamilton, 1. Duke of Abercorn  KG, PC (* 21. Januar 1811 in Mayfair, London; † 31. Oktober 1885 in London), war ein schottisch-britischer Adliger und Staatsmann.

## Leben
James Hamilton war der ältere Sohn des James Hamilton, Viscount Hamilton (1786–1814), aus dessen Ehe mit Lady Harriet Douglas (1792–1833). 1818 beerbte er seinem Großvater väterlicherseits John Hamilton, 1. Marquess of Abercorn (1756–1818), als 2. Marquess of Abercorn, 12. Earl of Abercorn, 5. Viscount Strabane, 4. Viscount Hamilton, 10. Lord Paisley, 10. Lord Abercorn, 10. Lord Paisley, Hamilton, Mountcashell and Kirkpatrick, 11. Baron Hamilton of Strabane, 5. Baron Mountcastle und 11. Baronet, of Dunalong. Als er 1832 volljährig wurde, konnte der die mit den Titeln verbundenen Sitz im britischen House of Lords einnehmen.
Er besuchte die Harrow School und begann 1829 ein Studium am Christ Church College der Universität Oxford. Er graduierte 1847 als an der Universität Cambridge als Doctor of Law (LL.D.), 1856 an der Universität Oxford als Doctor of Civil Laws (D.C.L.) und 1868 an der Universität Dublin als Doctor of Law (LL.D.).
1844 erhielt er das Amt des Lord Lieutenant des County Donegal und wurde im selben Jahr als Knight Companion in den Hosenbandorden aufgenommen. Er war von 1846 bis 1859 Groom of the Stool des Prinzgemahls Albert und wurde 1846 Mitglied des Privy Council. Unter den Premierministern Derby und Disraeli amtierte er von Juli 1866 bis Dezember 1868 als Lord Lieutenant of Ireland. Er war am 20. August 1868 Fahrgast im Eisenbahnzug Irish Mail auf der Fahrt von London nach Holyhead unterwegs, wo er mit der Fähre nach Irland übersetzen wollte. Der Irish Mail verunglückte an diesem Tag bei dem schweren Eisenbahnunfall von Abergele. James Hamilton blieb unverletzt, da er in einem der hinteren Wagen saß. Ende 1868 wurde er in der Peerage of Ireland zum Duke of Abercorn und Marquess of Hamilton erhoben. Von 1874 bis 1876 war Hamilton erneut Lord Lieutenant of Ireland.
Hamilton war Mitglied der Royal Company of Archers, der zeremoniellen königlichen Leibwache von Schottland, und erreichte dort den Rang eines Major-General. Als Erbe der Hamiltons beanspruchte er 1864 auch den 1548 James Hamilton, 2. Earl of Arran, verliehenen französischen Titel Herzog von Châtellerault, der jedoch 1864 von Napoléon III. dem aus einer älteren, aber weiblichen Linie stammenden William Hamilton, 12. Duke of Hamilton, zugesprochen wurde. Von 1874 bis 1885 amtierte er als Großmeister der Freimaurergroßloge von Irland. 1881 wurde er Kanzler der Queen’s University of Ireland (dem damals bestehenden Verbund der heutigen Universitäten Galway, Belfast und Cork).

## Ehe und Nachkommen
Er heiratete 1832 Lady Louisa Jane Russell (1812–1905), Tochter des John Russell, 6. Duke of Bedford, mit der er vierzehn Kinder hatte:
- Lady Hariett Georgiana Hamilton (1834–1913), ⚭ 1855 Thomas Anson, 2. Earl of Lichfield;
- Lady Beatrice Frances Hamilton (1835–1871), ⚭ 1854 George Lambton, 2. Earl of Durham;
- Lady Louisa Jane Hamilton (1836–1912), ⚭ 1859 William Montagu-Douglas-Scott, 6. Duke of Buccleuch;
- Lady Catherine Elizabeth Hamilton (1838–1874), ⚭ 1858 William Edgcumbe, 4. Earl of Mount Edgcumbe;
- James Hamilton, 2. Duke of Abercorn (1838–1913);
- Lady Georgiana Susan Hamilton (1841–1913), ⚭ 1882 Edward Turnour, 5. Earl Winterton;
- Lord Claude John Hamilton (1843–1925), ⚭ 1878 Carolina Chandos-Pole;
- Lord George Francis Hamilton (1845–1927), ⚭ 1871 Maud Caroline Lascelles;
- Lady Alberta Frances Anne Hamilton (1847–1932), ⚭ 1869 George Spencer-Churchill, 8. Duke of Marlborough;
- Lord Ronald Douglas Hamilton (1849–1867);
- Lady Maud Evelyn Hamilton (1850–1932), ⚭ 1869 Henry Petty-FitzMaurice, 5. Marquess of Lansdowne;
- Lord Cosmo Hamilton (*/† 1853);
- Lord Frederick Spencer Hamilton (1856–1928), blieb unverheiratet und ohne Nachkommen;
- Lord Ernest William Hamilton (1858–1939), ⚭ 1891 Pamela Campbell.